# 乱 (映画)
『乱』（らん）は、黒澤明監督による1985年に公開された日仏合作の歴史映画で、主演は仲代達矢。カラー、ビスタ、162分。
物語はシェイクスピアの悲劇『リア王』と毛利元就の「三子教訓状」を元にしており、架空の戦国武将・一文字秀虎の家督譲渡に端を発する3人の息子との確執、兄弟同士の骨肉の争いと破滅を描く。当時の日本映画で最大規模となる26億円の製作費を投じた大作で、構想から9年かけ完成された。
黒澤の最高傑作の一つとして国内外で高く評価されている。第58回アカデミー賞では監督賞を含む4部門にノミネートされ、ワダ・エミが衣裳デザイン賞を受賞した。第39回英国アカデミー賞では6部門にノミネートされ、外国語作品賞とメイクアップ賞を受賞した。ほか第20回全米映画批評家協会賞で作品賞と撮影賞、第51回ニューヨーク映画批評家協会賞で外国語映画賞、第11回ロサンゼルス映画批評家協会賞で外国語映画賞と音楽賞、第28回ブルーリボン賞で作品賞と監督賞を受賞した。

## あらすじ
戦国時代を無慈悲に生き抜いてきた齢70の猛将、一文字秀虎は、隣国の領主、藤巻と綾部を招いた巻狩の場で居眠りをしてしまう。そして、そこで悪夢を見た秀虎は突然隠居することを表明し、長男の太郎、次男の次郎、三男の三郎にそれぞれ城を分け与え、自身は客人として静かに余生を過ごすことを願う。さらに「1本の矢はすぐ折れるが、3本束ねると折れぬ」と3本の矢をもって兄弟の団結の要を説くが、三郎は示された3本の矢を力ずくでへし折り、父親の弱気をなじり兄弟衝突の懸念を訴える。秀虎は激怒し、三郎とそれをかばう重臣の平山丹後をその場で追放する。それを見た藤巻は三郎の気質を気に入り、婿に迎え入れる。
家督と一の城を継いだ太郎だが、正室の楓の方に「馬印がないのでは、形ばかりの家督譲渡に過ぎぬ」と言われ、馬印を父から取り戻そうとする。そこで家来同士の小競り合いが始まり、秀虎は太郎の家来の一人を弓矢で射殺す。太郎は父を呼び出し、今後一切のことは領主である自分に従うようにと迫る。立腹した秀虎は家来を連れて、次郎の二の城に赴くが、太郎から事の次第を知らされていた次郎もまた「家来抜きであれば父上を迎え入れる」と秀虎を袖にする。秀虎は失意のまま、主を失って無人となった三郎の三の城に入るしかなかった。
そこに太郎、次郎の大軍勢が来襲する。三の城は燃え、秀虎の家来や女たちは皆殺しにされる。さらに混乱に乗じた次郎の家臣により太郎が射殺される。繰り広げられる骨肉の争いに、秀虎は半ば狂人と化して城を離れる。己が犯した残虐非道の因果に脅え、幽鬼のように原野をさまよう秀虎のあとを、丹後と道化の狂阿弥が付き従う。
夫を失った楓の方は今度は次郎を篭絡し、次郎の正室である末の方を殺して自分を正室にしろと迫る。そんなとき、流浪の身の秀虎を引き取るため、三郎が軍勢を率いて国境の川を越えて現れる。三郎、次郎の両軍がにらみあうなか、藤巻と綾部も兵を遣わして様子をうかがう。楓の方に焚きつけられた次郎は三郎軍に向かって突撃命令を下すが、そのとき、綾部の大軍が一文字領に侵入したとの報が入る。目の前の綾部軍がおとりであったことに気づき、焼け落ちんとしている一の城に戻った次郎に、楓の方は自分の一族を滅ぼした一文字家が滅ぶさまをこの目で見たかったのだと告げる。
一方、三郎は家臣に指揮を任せて陣を離れ、丹後と狂阿弥とともに秀虎を探し出す。鶴丸が吹く笛の音を聴いて正気に返った秀虎は三郎と和解を果たし、親子仲睦まじく馬上に揺られる。しかし、平穏もつかの間、三郎は次郎が差し向けた鉄砲隊に狙撃され命を落とし、秀虎も眼前の悲劇に悶えながら息絶える。「神や仏はいないのか！」と嘆き叫ぶ狂阿弥を、丹後は「殺し合わねば生きてゆけぬ人間の愚かさは、神や仏も救う術はないのだ」と諭す。

## キャスト
- 一文字秀虎：仲代達矢
- 一文字太郎孝虎：寺尾聰
- 一文字次郎正虎：根津甚八
- 一文字三郎直虎：隆大介
- 楓の方：原田美枝子
- 末の方：宮崎美子
- 鶴丸：野村武司
- 鉄修理：井川比佐志
- 狂阿弥：ピーター
- 平山丹後：油井昌由樹
- 生駒勘解由：加藤和夫
- 小倉主馬助：松井範雄
- 長沼主水：伊藤敏八
- 藤巻の老将：鈴木平八郎
- 白根左門：児玉謙次
- 藤巻の老将：渡辺隆
- 楓の老女：東郷晴子
- 秀虎の側室：南條玲子
- 末の老女：神田時枝
- 秀虎の側室：古知佐知子
- 秀虎の側室の老女：音羽久米子
- 畠山小彌太：加藤武
- 綾部政治：田崎潤
- 藤巻信弘：植木等
- 畠山小彌太の声：加藤精三 ※ノンクレジット[注 1]
- 頭師孝雄、頭師佳孝、天田益男、木村栄、山田明郷、須藤正裕、渡辺哲、高橋利道 ほか

## スタッフ
- 監督・編集：黒澤明
- エグゼグティブプロデューサー：古川勝巳
- プロデューサー：セルジュ・シルベルマン、原正人
- プロダクションコーディネーター：黒澤久雄
- 脚本：黒澤明、小國英雄、井手雅人
- 演出補佐：本多猪四郎
- 撮影：斎藤孝雄、上田正治
- 撮影協力：中井朝一
- 美術：村木与四郎、村木忍
- 照明：佐野武治
- 録音：矢野口文雄、吉田庄太郎
- 整音：西尾昇、安藤精八
- 音響効果：三縄一郎
- 衣裳デザイナー：ワダ・エミ
- 助監督：岡田文亮
- ゼネラル・プロダクション・マネージャー：ウーリー・ピカール
- プロダクションマネージャー：野上照代、飯泉征吉、井関惺
- アシスタント・プロダクション・コーディネーター：ベルナルド・コーン
- 音楽：武満徹
- 指揮：岩城宏之
- 演奏：札幌交響楽団
- 狂言指導：野村万作
- 能作法指導：本田光洋
- 横笛演奏指導：鯉沼廣行
- 殺陣：久世竜、久世浩
- 題字：今井凌雪
- 監督助手：小泉堯史、山本伊知郎、米田興弘、渡辺恭子、ビットレオ・ダッレ・オレ、野崎邦夫
- ネガ編集：南とめ
- アクション：久世七曜会、ジャパン・アクション・クラブ、若駒
- 協力：デン・フィルム・エフェクト、東宝録音センター、東宝効果集団
- 現像：東洋現像所
- 撮影協力：大分県、熊本市、御殿場市、九重町、阿蘇町、庄内町、大分県観光協会、熊本県観光協会、九重町観光協会、姫路城、熊本城、名護屋城、東亜国内航空 ほか

## 製作

### 企画と資金調達

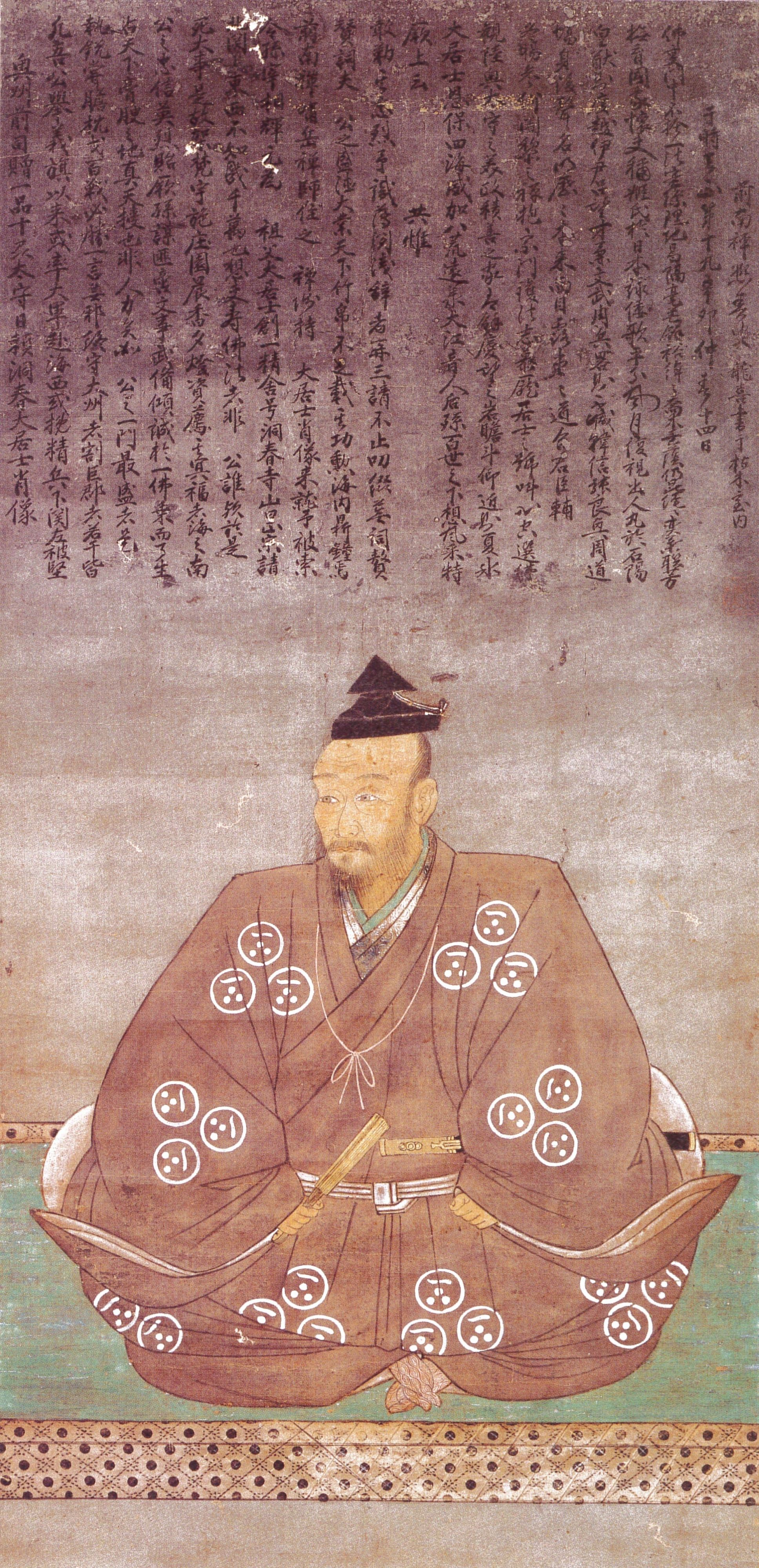
本作のもとになった「三矢の教え」で有名な戦国武将の毛利元就。

本作はシェイクスピアの『リア王』を日本の戦国時代に翻案したものとされているが、もともとは黒澤が「毛利家は『三矢の教え』で知られる毛利元就の3人の息子たちのおかげで栄えたが、もしもその誓いが守られなかったらどうなるか？」という問いに、3人の娘を持つリア王の悲劇に結びつけて着想したものである。主演の仲代達矢は「日本の戦国時代を借りて、終りのない戦さに明け暮れる人間の愚かさを、天上からの『神』の眼で俯瞰した作品」と表現しているが、黒澤も「『影武者』が地の視点なら、『乱』は天の視点」としている。また黒澤は本作を「人類に対する遺言」とも語っており、主人公の一文字秀虎の紋所が太陽と月を模しているのは、黒澤明の「明」を図案化したもので、秀虎が黒澤自身であることを示している。
本作の脚本は、1976年2月15日に御殿場市にある黒澤の山荘で、黒澤と小國英雄、井手雅人の3人で執筆が開始され、3月19日に初稿を脱稿した（決定稿は1981年6月に脱稿した）。初稿は三船敏郎を想定して書かれ、三船は主演だけでなく三船プロダクションで製作費の一部を出そうとしたが、莫大な製作費がかかるため断った。脚本執筆の費用を負担していた日本ヘラルド映画も製作費がかかりすぎるため先送りにし、他の映画会社も尻込みして企画は思うように進まなかった。そこで黒澤は本作の製作費を軽減するため、同じ戦国時代を舞台にした『影武者』（1980年）を先に製作し、その小道具や衣装などを本作に流用しようとした。『影武者』は興行的に大成功したが、それでもリスクの大きい本作の製作に日本の映画会社は踏み切れず、東宝は内容が暗すぎるという理由で難色を示した。
1982年、フランスの大手映画会社ゴーモンの出資が決まり、同社の紹介で映画製作者セルジュ・シルベルマンのグリニッジ・フィルム・プロダクションが製作参加した。フランスから映画助成金を引き出せる可能性もあることから、同年9月に黒澤はフランスの文化大臣ジャック・ラングと面会し、映画に理解のあるラングは本作のバックアップを約束した。こうして製作の目処がつき、同年11月19日に帝国ホテルで製作発表記者会見が行われた。しかし、1983年3月25日にフランスで新しい為替管理法が制定され、フランの国外持ち出しが制限されたため、製作費を日本に送金できなくなり、本作は製作延期となった。この時点でゴーモンは製作から完全撤退した。
すでにワダ・エミを通じて衣装を発注し、甲冑などの小道具の製作も始まっていたため、黒澤はヘラルド・エースの社長である原正人に協力を依頼した。その親会社日本ヘラルド映画の社長古川勝巳がこれに応じ、総製作費1050万ドル（当時は1ドル240円で約25億円）のうち、グリニッジ・フィルム・プロダクションが350万ドルを出し、ヘラルド・エースが残りの700万ドルを古川の保証で出資した。こうして1983年12月に製作再開したが、最終的に総製作費は1億円オーバーの26億円となった。

### キャスト
主演の仲代達矢は「60年以上俳優をやってきて、一番多く出演料をいただいた作品」と語っている。当時49歳で、70歳の秀虎役を演じるため毎日4時間かけてしわのメイクを施した。ある日、メイクが仕上がったところで黒澤から「今日は二日酔いだから（撮影は）止め」といわれ、メイクをはぎ取ったこともあった。
狂阿弥役のピーターは、製作決定以前から黒澤本人より出演オファーを受けており、それまでのイメージはいらないと言われて化粧をせず、素顔（すっぴん）で道化役を演じた。本作出演が転機となり、以降は俳優業は本名の「池畑慎之介」、歌手・タレントは「ピーター」、舞踊家は「吉村雄秀」と名を使い分けて活動することになる。
末の方の盲目の弟・鶴丸役を演じているのは、能楽師の二世野村萬斎である（当時17歳、襲名前で本名の「野村武司」）。狂言指導者として参加していた父親の二世野村万作に、黒澤から「少年で、能・狂言の技術を有した人物」という相談があったという。本作が映画デビュー作となり、狂言以外の場所でも表現できることを知る転機となった。
鉄修理役は当初高倉健にオファーされていた。黒澤は自ら高倉の自宅を4度訪れ直談判したが、高倉が『居酒屋兆治』（1983年）の準備が進み、監督の降旗康男に義理立てしたため、出演を断った。黒澤に「あなたは難しい人」だと言われた高倉だが、その後偶然『乱』のロケ地を通ったことがあり、出演すればよかったと後悔している。高倉健と仲代達矢は、結局終生映画で共演の機会がなかった。
また、黒澤映画の常連であった土屋嘉男や堀江しのぶにも出演のオファーがあったが、土屋は舞台の仕事を優先させ、堀江は2年間他のスケジュールを入れられないことを理由に断念した。

### 撮影
1984年2月1日に本作の撮影を開始した。撮影開始予定日はその前日だったが、黒澤が風邪をこじらせたため1日延ばされた。撮影中は関係者の訃報が相次ぎ、1985年1月に本作に参加していた殺陣師の久世竜と録音技師の矢野口文雄が亡くなり、さらに翌月には黒澤の妻の矢口陽子も亡くなっている。本作に登場する馬の一部は、レンタルより安く済むという理由でアメリカからクォーターホースを50頭輸入して調教した。これは『影武者』を観た調教師から「戦国時代にあのような格好のいい馬（サラブレッド）はいない」と指摘されたためであった。
撮影はロケーションが大半で、姫路城（一の城という設定）、熊本城（二の城という設定）、阿蘇（大観峰周辺と砂千里）、飯田高原、名護屋城跡、御殿場、伊豆大島などで行われた。阿蘇砂千里の撮影では、阿蘇山の火山活動が活発化したり、噴煙の亜硫酸ガスの影響で中止したりすることがあった。作品後半の合戦シーンは飯田高原で撮影され、2日間のロケで1000人のエキストラと200頭の馬が動員された。
作品前半の見せ場となる三の城の落城シーンは、富士山麓の御殿場に4億円をかけて巨大な三の城のオープンセットを作り、実際に火を放ち炎上させた。この撮影地は奇しくも『蜘蛛巣城』（1957年）と同じ場所だった。三の城のモデルは福井県の丸岡城で、天守の表側に階段がつけられているのもこれを参考にしている。天守閣は高さ12メートル、幅16メートル、奥行15メートルもあり、セットだがほとんど本建築で、火山灰の不安定な地形で傾斜もあるため、地下3～4メートルも掘ってコンクリートの基礎を作った。落城シーンはワンカット一発撮りで撮り直しが不可能なため、リハーサルに1週間をかけ、撮影本番では城内に仲代ひとりを残してスタッフが撤収したのち火を放ち、8台のカメラで撮影した。仲代は猛烈な炎と煙を背景に「茫然自失の秀虎が足元を見ないまま、急な階段をよろめき降りる」という命懸けの演技を行った。事前に黒澤から「絶対に転ぶなよ、君が転んだら4億円がパーだ」と念押しされ、本番では口の中で「4億円、4億円」と唱えていた。本人は不思議に落ち着いた気持だったといい、目が慣れるまで間を取ったため、なかなか城から出てこない仲代を黒澤が心配してカットをかける寸前だったという。仲代は顔半分に火傷を負い1週間休んだが、「役者って、画（え）になりさえすれば、何だってやってしまうんですよ」と語っている。本作のプロデューサー・櫻井勉は「仲代さんが城内で燃えるシーンは東宝撮影所で撮りました」と話している。

### 音楽
音楽は、かつて『どですかでん』（1970年）を手がけた武満徹が担当したが、録音などで意見が合わず、激しく対立した。1985年4月27日に東宝録音センターでダビング作業中、武満が作曲した録音済みのテープを聞いた黒澤はダメ出しし、低調部を強調するためにテープの回転数を下げるように命じた。武満は自分の意向を無視して音楽に修正を加える黒澤に怒りを抑えきれず、「自分の音楽を切っても貼っても結構です。お好きなように使ってください。でも、タイトルから僕の名前を外してください」と激昂し、ダビングルームを飛び出した。その後、原正人の取りなしで武満は復帰し、黒澤とも和解した。
黒澤は演奏にロンドン交響楽団の起用を希望していたが、武満が「ロンドン交響楽団は映画音楽の仕事をやりすぎて、仕事が荒れている」と強く反対し、札幌交響楽団による録音（1985年4月、千歳市民文化センター）となる。札幌交響楽団のような、日本でも有名とはいえない地方オーケストラを使うことに強い不満を抱いていた黒澤は、録音開始前に楽団員の顔をろくに見ようとさえしない態度であった。しかし、演奏の予想外の素晴らしさに、昼食時の解散前に指揮台に上がると「みなさんありがとう、千歳まで来てよかったです」と深々と頭を下げ、しばらく顔を上げなかったという。

## 公開
本作は第38回カンヌ国際映画祭に招待出品されたが、完成が間に合わず断念した。プレミア上映は1985年5月21日に日劇東宝で行われ、5月31日には第1回東京国際映画祭のオープニング作品としてNHKホールで上映された。その翌日の6月1日に一般公開された。
2015年（平成27年）に4K解像度によるデジタル修復が行われ、2017年（平成29年）4月1日に再公開された。

## 評価

### 興行収入
日本国内での配給収入は16億7000万円で、1985年の邦画配給収入で3位を記録したが、製作費が26億円のため資金を回収することはできず、巨額の赤字を背負った。日本国外での配給権を持っていたシルベルマンは、彼が製作した大島渚監督の『マックス、モン・アムール』（1986年）とセットで販売し、2本で利益が出たら日本側に配分がくることになっていたが、『マックス、モン・アムール』の失敗で海外からの利益配分を得ることはできなかった。

### 批評家の反応
本作は批評家から高い評価を受けた。ニューヨーク・タイムズ紙の映画批評家ヴィンセント・キャンビーは「スケールが大きく、酔わせるような荒々しい叙情的な美しさを持つが、同時に『乱』は、倫理にかかわる物語をクローズアップで見るときの恐ろしいロジックと明快さがある。時代と地域に特有の話でありながら、永遠性とどこにでも当てはまる普遍性がある」と評した。アメリカの映画批評家ロジャー・イーバートは本作に最高評価の星4つを与え、自身が選ぶ最高の映画のリストに加えている。
映画批評集積サイトのRotten Tomatoesには86件のレビューがあり、批評家支持率は97%、平均点は8.98/10という高評価を獲得している。サイト側による批評家の見解の要約は「黒澤明の壮大なこの『リア王』に基づく叙事詩は、西部劇、戦争映画、そして歴史映画のファンは必ず見るべきだ」となっている。Metacriticには21件のレビューがあり、加重平均値が96/100となっている。

### 受賞とノミネートの一覧
| 賞                                   | 部門                 | 対象                                   | 結果       | 出典          |
| ------------------------------------ | -------------------- | -------------------------------------- | ---------- | ------------- |
| アカデミー賞                         | 監督賞               | 黒澤明                                 | ノミネート | [ 2 ]         |
| アカデミー賞                         | 撮影賞               | 斎藤孝雄 上田正治 中井朝一             | ノミネート | [ 2 ]         |
| アカデミー賞                         | 美術賞               | 村木与四郎 村木忍                      | ノミネート | [ 2 ]         |
| アカデミー賞                         | 衣裳デザイン賞       | ワダ・エミ                             | 受賞       | [ 2 ]         |
| ゴールデングローブ賞                 | 外国語映画賞         |                                        | ノミネート | [ 35 ]        |
| 英国アカデミー賞                     | 脚色賞               | 黒澤明 小国英雄 井出雅人               | ノミネート | [ 36 ]        |
| 英国アカデミー賞                     | 外国語作品賞         | セルジュ・シルベルマン 原正人 黒澤明   | 受賞       | [ 36 ]        |
| 英国アカデミー賞                     | 撮影賞               | 斎藤孝雄] 上田正治                     | ノミネート | [ 36 ]        |
| 英国アカデミー賞                     | 美術賞               | 村木与四郎 村木忍                      | ノミネート | [ 36 ]        |
| 英国アカデミー賞                     | 衣裳デザイン賞       | ワダ・エミ                             | ノミネート | [ 36 ]        |
| 英国アカデミー賞                     | メイクアップ賞       |                                        | 受賞       | [ 36 ]        |
| サン・セバスティアン国際映画祭       | OCIC賞               |                                        | 受賞       | [ 37 ]        |
| 全米映画批評家協会賞                 | 作品賞               |                                        | 受賞       | [ 37 ]        |
| 全米映画批評家協会賞                 | 監督賞               | 黒澤明                                 | 2位        | [ 37 ]        |
| 全米映画批評家協会賞                 | 助演女優賞           | 原田美枝子                             | 2位        | [ 37 ]        |
| 全米映画批評家協会賞                 | 撮影賞               | 斎藤孝雄 上田正治 中井朝一             | 受賞       | [ 37 ]        |
| ニューヨーク映画批評家協会賞         | 監督賞               | 黒澤明                                 | 次点       | [ 37 ]        |
| ニューヨーク映画批評家協会賞         | 外国語映画賞         |                                        | 受賞       | [ 37 ]        |
| ロサンゼルス映画批評家協会賞         | 監督賞               | 黒澤明                                 | 次点       | [ 37 ]        |
| ロサンゼルス映画批評家協会賞         | 外国語映画賞         | 黒澤明                                 | 受賞       | [ 37 ]        |
| ロサンゼルス映画批評家協会賞         | 音楽賞               | 武満徹                                 | 受賞       | [ 37 ]        |
| ナショナル・ボード・オブ・レビュー賞 | 監督賞               | 黒澤明                                 | 受賞       | [ 38 ]        |
| ナショナル・ボード・オブ・レビュー賞 | 外国語映画賞         |                                        | 受賞       | [ 38 ]        |
| ナショナル・ボード・オブ・レビュー賞 | 外国語映画トップ5    |                                        | 受賞       | [ 38 ]        |
| インディペンデント・スピリット賞     | 外国映画賞           |                                        | ノミネート | [ 39 ]        |
| ボストン映画批評家協会賞             | 作品賞               |                                        | 受賞       | [ 40 ]        |
| ボストン映画批評家協会賞             | 撮影賞               | 斎藤孝雄 上田正治                      | 受賞       | [ 40 ]        |
| ロンドン映画批評家協会賞             | 監督賞               | 黒澤明                                 | 受賞       | [ 37 ]        |
| ロンドン映画批評家協会賞             | 外国語映画賞         |                                        | 受賞       | [ 37 ]        |
| セザール賞                           | 外国映画賞           |                                        | ノミネート | [ 41 ]        |
| ダヴィッド・ディ・ドナテッロ賞       | 外国映画賞           |                                        | ノミネート | [ 37 ] [ 42 ] |
| ダヴィッド・ディ・ドナテッロ賞       | 外国監督賞           | 黒澤明                                 | 受賞       | [ 37 ] [ 42 ] |
| ダヴィッド・ディ・ドナテッロ賞       | 外国プロデューサー賞 | 原正人 セルジュ・シルベルマン          | ノミネート | [ 37 ] [ 42 ] |
| ボディル賞                           | 非アメリカ映画賞     |                                        | 受賞       | [ 43 ]        |
| アマンダ賞                           | 外国語映画賞         | 黒澤明                                 | 受賞       | [ 37 ]        |
| 日本アカデミー賞                     | 助演男優賞           | 植木等                                 | ノミネート | [ 44 ]        |
| 日本アカデミー賞                     | 最優秀音楽賞         | 武満徹                                 | 受賞       | [ 44 ]        |
| 日本アカデミー賞                     | 撮影賞               | 斎藤孝雄 上田正治                      | ノミネート | [ 44 ]        |
| 日本アカデミー賞                     | 照明賞               | 佐野武治                               | ノミネート | [ 44 ]        |
| 日本アカデミー賞                     | 美術賞               | 村木与四郎 村木忍                      | 受賞       | [ 44 ]        |
| 日本アカデミー賞                     | 録音賞               | 矢野口文雄 吉田庄太郎                  | 受賞       | [ 44 ]        |
| ブルーリボン賞                       | 作品賞               |                                        | 受賞       | [ 45 ]        |
| ブルーリボン賞                       | 監督賞               | 黒澤明                                 | 受賞       | [ 45 ]        |
| 毎日映画コンクール                   | 日本映画大賞         |                                        | 受賞       | [ 46 ]        |
| 毎日映画コンクール                   | 監督賞               | 黒澤明                                 | 受賞       | [ 46 ]        |
| 毎日映画コンクール                   | 男優助演賞           | 井川比佐志                             | 受賞       | [ 46 ]        |
| ゴールデングロス賞                   | 優秀銀賞             |                                        | 受賞       | [ 47 ]        |
| 藤本賞                               | 特別賞               | 古川勝巳 原正人 セルジュ・シルベルマン | 受賞       | [ 48 ]        |

### ランキング入り
| 年     | 媒体・団体               | 部門                                       | 順位 | 出典   |
| ------ | ------------------------ | ------------------------------------------ | ---- | ------ |
| 1985年 | キネマ旬報               | 日本映画ベスト・テン                       | 2位  | [ 49 ] |
| 2009年 | キネマ旬報               | オールタイム・ベスト映画遺産200 日本映画篇 | 59位 | [ 50 ] |
| 1985年 | カイエ・デュ・シネマ     | 年間トップ10                               | 9位  | [ 51 ] |
| 2002年 | サイト・アンド・サウンド | 映画監督が選ぶ史上最高の映画ベストテン     | 41位 | [ 52 ] |
| 2010年 | エンパイア               | 史上最高の外国語映画100本                  | 98位 | [ 53 ] |
| 2018年 | BBC                      | 史上最高の外国語映画ベスト100              | 79位 | [ 54 ] |

## ドキュメンタリー
フランス側のプロデューサー、セルジュ・シルベルマンの企画により、『ラ・ジュテ』などの作品で知られる映画監督のクリス・マルケルが本作の御殿場ロケ（1984年11月）に同行し、メイキングドキュメンタリー映画を撮影した。撮影現場を指揮する黒澤と「クロサワ組」のスタッフ、大勢のエキストラや馬、オールカットになった幻のシーンなどをフィルムに収めている。1985年にA.K.（邦題『AK ドキュメント黒澤明』）として公開され、同年の第38回カンヌ国際映画祭「ある視点部門」に出品された。音楽は武満徹、日本語版ナレーションは蓮實重彦が担当している。現在は『乱 4K Master Blu-ray BOX』などのソフトの特典映像に収録されている。

## 関連文献
- 『全集 黒澤明　第六巻』（岩波書店、1988年、再版2002年）
「乱」決定稿脚本（野上照代注）を収録。解説：佐藤忠男、岩本憲児
- 『黒澤明 乱 絵とシナリオ』（集英社、1984年10月）
- 『黒澤明 「乱」の世界』（伊東弘祐、講談社、1985年6月）
- 『黒澤映画の現在 ドキュメント乱』（報知新聞文化部特別取材班、シネ・フロント社、1985年12月）

## その他
- 橋本忍によると、長年黒澤と共同脚本を担当した小国英雄は、本作の人物設定に関して激しく対立、大喧嘩の末に執筆途中で降りた。
- 息子たちから追われた秀虎が炎天下で座り込んでいる場面で、背後の山に、登山者2人が写っていた。これにただ一人気付いたCキャメラ担当の中井朝一は、黒澤には内緒で現像処理によって消した。なお、この処理には30万円を要した（野上照代の回想[57]）。
- 黒澤と親交のあったロシアのニキータ・ミハルコフ監督は、「『乱』の準備中に来日した際に、ひとつのアイデアを提案したら、完成品の中に見ることができた。とても幸せに感じ、私にとって大きな価値があった」 と語っている。
- 合戦シーンのエキストラは一般募集を行い、またロケ地の大分県および熊本県等の大学映画研究部を動員協力により撮影された。
- 黒澤没後の2007年に、『乱』のメイキング映像から黒澤の映像をCGで合成し、桑田佳祐出演で「ワンダ モーニングショット」（アサヒ飲料缶コーヒー）CMが放送された。